# Джованни, Кирран
Кирран Джованни (англ. Kearran Giovanni; род. 16 декабря 1981, Кэти) — американская телевизионная актриса, известная благодаря роли детектива Эми Сайкс в сериале TNT «Особо тяжкие преступления», где она снимается с 2012 года.
Джованни родилась в Лафайете, штат Луизиана, и окончила Университет Цинциннати. В 2004 году она переехала в Нью-Йорк, где начала выступать в бродвейских мюзиклах. Параллельно с этим, с 2009 по 2012 год она появлялась на периодической основе в дневной мыльной опере ABC «Одна жизнь, чтобы жить». Когда шоу было закрыто, Джованни получила регулярную роль в «Особо тяжкие преступления», спин-оффе сериала «Ищейка». В дополнении к этому она появилась в сериалах «Дорогой доктор» и «Красавица и чудовище».

## Телевидение
| Год                | Название на русском       | Название на английском | Роль               | Примечания                     |
| ------------------ | ------------------------- | ---------------------- | ------------------ | ------------------------------ |
| 2009—2012          | Одна жизнь, чтобы жить    | One Life to Live       | Вивиан Райт        | Дневная мыльная опера          |
| 2012               | Дорогой доктор            | Royal Pains            | Гретер             | Эпизод: «A Farewell to Barnes» |
| 2012 — наст. время | Особо тяжкие преступления | Major Crimes           | Детектив Эми Сайкс | Регулярная роль                |
| 2013               | Красавица и чудовище      | Beauty and the Beast   | Миранда Бишоп      | Эпизод: «Tough Love»           |